# بلشون البحيرات المالاغاسي
بلشون البحيرات المالاغاسي (الاسم العلمي: Ardeola idae) هو نوع من الطيور يتبع جنس بلشون البحيرات من الفصيلة البلشونيات.